# Fukushi Masaichi
Fukushi Masaichi (福士 政一, Yamaguchi, 30 de janeiro de 1878 — , 3 de junho de 1956) foi um médico, patologista e professor emérito japonês da Escola de Medicina Japonesa de Tóquio. Colecionou diversas tatuagens tiradas das peles de mortos. Fukushi Masaichi e seu filho Fukushi Katsunari são conhecidos no Japão por doutores de tatuagens (刺青博士, Irezumi Hakase).

## Biografia
Fukushi Masaichi estudou na Universidade Imperial de Medicina de Tóquio. Após estudar na Alemanha, iniciou em 1914 a faculdade de medicina na Universidade de Kanazawa. Foi presidente da Sociedade Patológica Japonesa (日本病理学会, Nihon Byori Gakkai). Inicialmente o foco da sua investigação era sobre a causa da sífilis em aortite e a doença da tireoide. Ele interessou-se por tatuagens quando percebeu que a tinta da tatuagem na pele matava as lesões cutâneas da sífilis. O próprio Fukushi Masaichi não era tatuado.
A sua investigação sobre o tema da pele humana de 1907 o colocou em contacto com muitas pessoas que tinham tatuagens. Em 1926 interessou-se pela arte da tatuagem japonesa irezumi, conduziu autópsias em cadáveres, retirou a pele e realizou investigações sobre os métodos de preservação da pele. Nos anos seguintes recolheu um arquivo de cerca de dois mil couros e três mil fotografias que se perderam em 1945, durante a Segunda Guerra Mundial.
Masaichi colocou parte da sua coleção única de couros tatuados e peles cuidadas que haviam sido deslocadas no início da década de 1940 num abrigo antiaéreo. Como estavam protegidas dos efeitos da guerra, sobreviveram aos bombardeios. Essas peles são tudo o que restaram da sua coleção.